# Сан-Мартіню-даш-Аморейраш
Сан-Мартіню-даш-Аморейраш (порт. São Martinho das Amoreiras; МФА: [ˈsɐ̃w maɾ.ˈti.ɲu dɐz ɐ.mu.ˈɾɐj.ɾɐʃ]) — парафія в Португалії, у муніципалітеті Одеміра. Розташована в південній частині країни, на теренах історичної португальської провінції Алентежу. Входить до складу округу Бежа. За адміністративним поділом, чинним до 1976 року, терени парафії були складовою провінції Нижнє Алентежу. Належить до Безької діоцезії Католицької церкви. Патрон — Мартин Турський. Площа — 144,1716 км². Населення — 1006 ос. (2011). Слабо урбанізований регіон. Густота населення — 6,98 осіб/км²
. Код — 021107.

## Населення
| Кількість мешканців | Кількість мешканців | Кількість мешканців | Кількість мешканців | Кількість мешканців | Кількість мешканців | Кількість мешканців | Кількість мешканців | Кількість мешканців | Кількість мешканців | Кількість мешканців | Кількість мешканців | Кількість мешканців | Кількість мешканців | Кількість мешканців |
| ------------------- | ------------------- | ------------------- | ------------------- | ------------------- | ------------------- | ------------------- | ------------------- | ------------------- | ------------------- | ------------------- | ------------------- | ------------------- | ------------------- | ------------------- |
| 1864                | 1878                | 1890                | 1900                | 1911                | 1920                | 1930                | 1940                | 1950                | 1960                | 1970                | 1981                | 1991                | 2001                | 2011                |
| 2 209               | 2 346               | 2 395               | 2 562               | 2 918               | 3 177               | 3 558               | 4 269               | 4 975               | 4 587               | 2 673               | 2 104               | 1 481               | 1 199               | 1 006               |